# Кевелар
Кевелар (нем. Kevelaer) — город в Германии, в земле Северный Рейн-Вестфалия. Является важным паломнический городом к чудотворному образу Божией Матери, расположенным на низкой аккумулятивной террасе левобережья Нижнего Рейна. С 4 июля 2024 года Кевелар официально получил право называть себя «признанным государством оздоровительным курортом с минеральными источниками».
Подчинён административному округу Дюссельдорф. Входит в состав района Клеве.  Население составляет 28,3 тыс. человек (2009); в 2000 г. — 26,8 тысяч. Занимает площадь 100,6 км². Официальный код  —  05 1 54 032.

## География

### Части города
- Веттен
- Виннекендонк
- Кевелар (собственно город, центральная часть)
- Кервенхайм (с Кервендонком)
- Кляйнкевелар
- Твистеден

## Личности
- Франц-Петер Тебартц-ван Элст (* 1959) — католический прелат, епископ Лимбурга.
- Мишель Кроппен (* 1996) — лучница, выступающая в соревнованиях по стрельбе из олимпийского лука. Бронзовый призёр Олимпийских игр, бронзовый призёр Европейских игр.

## Фотографии
- Basilika